# Löningen

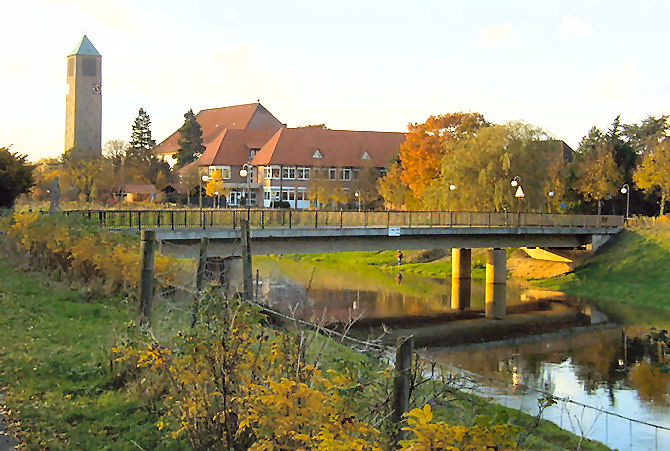
Löningen, Blick auf die St.-Vitus-Kirche

Der staatlich anerkannte Erholungsort Löningen ist eine Stadt im Oldenburger Münsterland, gelegen im Dreieck zwischen Oldenburg, Osnabrück und der Grenze zu den Niederlanden. Die Stadt im äußersten Südwesten des Landkreises Cloppenburg grenzt im Westen an den Landkreis Emsland, im Süden an den Landkreis Osnabrück.

## Geografie

### Geografische Lage
Löningen liegt im niedersächsischen Landkreis Cloppenburg zwischen Oldenburg und Osnabrück am Rande des Oldenburger Münsterlandes, eingebettet in das Urstromtal der Hase, zwischen dem Lastruper Geestrücken im Norden und dem Hahnenmoor im Süden. In altsächsischer Zeit war Löningen an der Hansestraße, der sogenannten Vlämischen Heerstraße (der heutigen Bundesstraße 213) gelegen, dem Mittelpunkt des Hasegaus.
Löningen grenzt im Südwesten an den Landkreis Emsland und im Südosten an den Landkreis Osnabrück.

### Stadtgliederung
Die Stadt Löningen besteht aus dem Ortskern Löningen sowie 30 kleineren Ortschaften. Dies sind
- Altenbunnen
- Angelbeck
- Augustenfeld
- Böen
- Benstrup
- Bokah
- Borkhorn
- Duderstadt
- Düenkamp
- Ehren
- Elbergen
- Windhorst
- Evenkamp
- Farwick
- Hagel
- Helmighausen
- Holthausen
- Huckelrieden
- Lewinghausen
- Lodbergen
- Madlage
- Meerdorf
- Neuenbunnen
- Röpke
- Schelmkappe
- Steinrieden
- Vehrensande
- Wachtum
- Werwe
- Winkum

Löningen ist unterteilt in fünf Viertel und ein Wiek (Ortskern). Dies sind
- Wiek (Ortskern)
- Bunner Viertel
- Glübbiger Viertel
- Lodberger Viertel
- Überhäsiges Viertel
- Wachtumer Viertel

### Klima
Es herrscht durch feuchte Nordwestwinde von der Nordsee beeinflusstes gemäßigtes Seeklima. Im langjährigen Mittel erreicht die Lufttemperatur in Löningen 8,5 bis 9,0 °C und es fallen rund 700 mm Niederschlag. Zwischen Mai und August kann mit durchschnittlich 20 bis 25 Sommertagen (klimatologische Bezeichnung für Tage, an denen die Maximaltemperatur 25 °C übersteigt) gerechnet werden.

### Wasserwirtschaft
Die Große Hase trat auf dem Gebiet der heutigen Stadt Löningen im 20. und im 21. Jahrhundert immer wieder bei spektakulären Hochwasserereignissen über die Ufer. Außerordentliche Hochwasserereignisse gab es auf der Hase nach 1950 am 15. März 1981, am 3. Januar 1987, am 2. November 1998 und am 26. Dezember 2023.
Die größten Schäden auf dem Gebiet Löningens richtete das Märzhochwasser 1981 an. Rund 5000 Hektar des Löninger Gemeindegebiets – rund ein Drittel der Fläche Löningens – wurden durch rund 50 Millionen Kubikmeter Wasser überflutet. Das Wasser floss mit rund 110 Kubikmetern pro Sekunde durch die Hase und sorgte für hohe Schäden. Während des Weihnachtshochwassers 2023/2024 kam es am 26. Dezember 2023 bei der Düenkamper Brücke in Ehren zu einem Deichbruch, infolge dessen überwiegend landwirtschaftliche Nutzflächen überschwemmt wurden.
Als Hauptursachen der besonderen Gefährdung des Umlands der Hase bei Löningen wurden von Wissenschaftlern erkannt:
- Der Staueffekt als Folge der hohen Geschwindigkeit heranfließender Wassermassen durch den Kanalcharakter der Neuen Hase (des Essener Kanals) und der Lager Hase, denen auf diesem Abschnitt kaum Retentionsflächen zur Reduzierung des Pegelstandes zur Verfügung standen bzw. noch stehen.
- Eine lange Dauer des Einwirkens des Hochwasser führenden Flusses führt zu Staueffekten im Grundwasser, denen der Weg auf das zeitweilig höher gelegene Niveau des Flussbettes versperrt ist – mit der Folge eines Anstiegs des Grundwasserspiegels und der Gefahr der Einwirkung des Grundwassers auf Bauwerke von der Seite und von unten, und zwar bei Deichen und anderen Bauwerken aller Art. Ein anhaltend hoher Grundwasserspiegel behindert zudem das Durchsickern von Wasser auf auch durch den Regen selbst durchnässten Böden und fördert in ungünstigen Lagen lange Perioden mit Staunässe.
- Die unzureichende Beschaffenheit von Deichen und der Flussbetten der Hase und ihrer Nebenflüsse.
- Die Hase versandet bei Löningen besonders schnell.

Die (Wieder-)Herstellung von Auen ist eine der Hauptaufgaben des Haseauenvereins. Im Hinblick auf die Entlastung Löningens von sehr hohen Pegelständen bei Hochwasser ist die Anlage einer 46 ha großen Retentionsfläche in Rüsfort bis 2022 von großer Bedeutung. Auch die Anlage einer 2 ha großen Sekundärauenlandschaft auf 400 Metern neben dem Gewässerverlauf der Großen Mühlenhase soll u. a. dazu dienen, den Druck auf den Essener Kanal und die Große Hase bei Hochwasserereignissen zu verringern. Demselben Zweck dient eine Vielzahl von Renaturierungsmaßnahmen des Haseauenvereins in deren „Region Essen-Löningen-Vechta“.
Holger Schüttrumpf, Inhaber des Instituts für Wasserbau und Wasserwirtschaft an der RWTH Aachen, kritisiert, dass Deiche an kleineren Flüssen in Deutschland generell keine Drei-Zonen-Deiche seien. „Wenn das Wasser am Deich steht, dann sickert es in den Deichkörper rein. Dadurch verändert sich die Festigkeit des Deichs, der Deich weicht auf und es kann zu Verformungen kommen.“ Der Wasserbau-Ingenieur hält die Binnenlanddeiche im Allgemeinen für hoch genug, plädiert aber für eine Grundsanierung der gefährdetsten Deiche. Insbesondere helfen gegen Aufweichungseffekte durch lang anhaltende Wassereinwirkungen auf Deiche Schüttrumpf zufolge nur Drei-Zonen-Deiche. Den Ansatz des Haseauenvereins bewertet Schüttrumpf als im Prinzip richtig: „Ein Deich muss vor Städten, Kommunen, Dörfern gebaut werden. Da schützt er die Werte. Im ländlichen Gebiet muss man dem Fluss Raum geben, mit Auen oder Polderflächen.“
Besonders im Bereich Löningen ist der Prozess der Versandung der Hase stark ausgeprägt. Sandablagerungen behindern den Abfluss des Hasewassers.
Mit dem Einbau von Buhnen im Hasebett soll der Versandungsprozess verlangsamt werden.

## Geschichte
Nachdem ab 780 n. Chr. von Karl dem Großen neun Missionssprengel zur Christianisierung der unterworfenen Sachsen errichtet worden waren, wurden von der Missionszelle Visbek aus durch Abt Gerbert Castus – den Apostel des Oldenburger Münsterlandes – die ersten Kirchengemeinden in der Umgebung gegründet. Zu diesen zählte im Hasegau die Gaukirche Löningen.
Geschichtlich trat Löningen 822 namentlich erstmals als Loingo in Erscheinung. Der Name Löningen wurde erstmals 1147 in einem Brief an den Bischof von Hildesheim erwähnt. Zu dieser Zeit gehörte das Gebiet von Löningen zum Kloster Corvey. Ab 1200 unterstand es dem Grafen von Tecklenburg. Das Hochstift Münster herrschte ab dem Friedensvertrag von 1400 mit dem Grafen Nikolaus II. von Tecklenburg über das Gebiet.
Zur Zeit der Reformation war unter Bischof Franz von Waldeck Löningen rund 70 Jahre von 1543 bis 1613 lutherisch geprägt. In jener Zeit wirkte in dieser Region der evangelische Reformator Hermann Bonnus. Im Zuge der Gegenreformation unter Bischof Ferdinand von Bayern wurde die Region rekatholisiert.
1803 endete die kirchliche Herrschaft und Löningen kam zum Herzogtum Oldenburg. Von 1811 bis 1813 gehörte Löningen zum Arrondissement Quakenbrück. Nach der Völkerschlacht von Leipzig fiel es an Oldenburg zurück.
1814 wurde das Herzogtum Oldenburg in 25 Ämter unterteilt. Eines davon wurde Löningen. Zu diesem Amt gehörten neben der Stadt Löningen die heutigen Gemeinden Essen (Oldenburg), Lastrup und Lindern (Oldenburg). Das Amt Löningen wurde 1879 aufgelöst und dem Amt Cloppenburg zugeteilt. Löningen behielt aber noch sein Amtsgericht.
Im Zweiten Weltkrieg wurden 1940 die ersten Bomben auf das Löninger Gemeindegebiet abgeworfen. Am 22. Februar 1945 wurden das Amtsgerichtsgebäude und das Hotel Hölzen  in der Lindenallee durch Bomben zerstört. Am 10. und 11. April 1945 kamen britische Truppen nach Löningen. Die Überquerung des Flusses Hase geschah über eine Holzbrücke in der Ortschaft Bokah, die im Unterschied zur Brücke im Ortsteil Böen nicht zuvor zerstört worden war. Nachdem der Ort von drei Seiten eingeschlossen worden war, zogen sich die deutschen Truppen zurück. Eine Zerstörung des Stadtgebietes geschah dabei aber nicht.
Die Stadtrechte wurden Löningen am 1. März 1982 verliehen.
Die Bauerschaft Evenkamp erlangte 2020 traurige Berühmtheit als Zentrum eines Ausbruchs der COVID-19-Pandemie. Nach dem Beginn der Spielsaison 2020/2021 der Fußballamateure infizierten sich im September 2020 zehn Spieler und der Trainer der ersten Herrenmannschaft des SV Evenkamp mit COVID-19. Am 19. September 2020 überstieg die 7-Tages-Inzidenz des Landkreises Cloppenburg den Wert von 50 Infizierten auf 100.000 Einwohner in den vergangenen sieben Tagen. Am 20. September gab es in Deutschland keine Gebietskörperschaft mit einer höheren 7-Tages-Inzidenz.

### Fünf Viertel und die Wiek
Ursprünglich bestand das Kirchspiel Löningen aus vier Vierteln. Ein Viertel besteht aus mehreren Bauerschaften. Im Mittelalter zählte Wachtum zum Lodberger Viertel. 1863 wurde Wachtum Hannover zugeteilt. Seit 1974 gehört Wachtum als fünftes Viertel wieder zu Löningen. Wiek bezeichnet den Ortskern von Löningen. Der Ursprung des Begriffes ist nicht eindeutig. In verschiedenen Schreibweisen taucht er im Zusammenhang mit Löningen ab ungefähr 1400 in Urkunden auf.

### Eingemeindungen
Am 1. März 1974 wurde die Nachbargemeinde Wachtum eingegliedert.

### Einwohnerentwicklung
| Jahr | Einwohner |
| ---- | --------- |
| 1549 | ca. 1.100 |
| 1651 | 1.580     |
| 1750 | 2.892     |
| 1815 | 4.713     |
| 1837 | 5.583     |
| 1860 | 5.681     |
| 1890 | 4.687     |
| 1895 | 4.760     |
| 1919 | 4.370     |
| 1925 | 6.435     |

| Jahr | Einwohner |
| ---- | --------- |
| 1939 | 7.083     |
| 1949 | 10.671    |
| 1961 | 9.104     |
| 1970 | 9.959     |
| 1972 | 9.982     |
| 1998 | 13.800    |
| 2011 | 12.882    |
| 2015 | 13.270    |
| 2016 | 13.218    |

## Religionen
Die Stadt Löningen liegt im katholisch geprägten Oldenburger Münsterland. Die katholische Pfarrkirche St. Vitus ist Zentrum des katholischen Lebens und die Gemeinde gehört zum Offizialatsbezirk Oldenburg des Bistums Münster. Des Weiteren gibt es katholische Dorfkirchen in den zu Löningen gehörenden Dörfern Benstrup (St. Bonifatius), Bunnen (St. Michael), Evenkamp (St. Johannes der Täufer) und Wachtum (St. Mariä-Himmelfahrt (Bistum Osnabrück)). Neben der katholischen Bevölkerung gibt es eine kleinere evangelisch-lutherische Gemeinde mit eigener Kirche (Trinitatiskirche). Seit dem Zuzug vieler Russlanddeutscher gibt es zudem eine Gruppe der Pfingstbewegung, die sich selbst Freie Evangeliums Christengemeinde Löningen nennt.

## Politik

### Stadtrat
Der Rat der Stadt Löningen besteht aus 30 Ratsfrauen und Ratsherren. Dies ist die festgelegte Anzahl für eine Gemeinde mit einer Einwohnerzahl zwischen 12.001 und 15.000 Einwohnern. Die 30 Ratsmitglieder werden durch eine Kommunalwahl für jeweils fünf Jahre gewählt. Die aktuelle Amtszeit begann am 1. November 2021 und endet am 31. Oktober 2026.
Stimmberechtigt im Stadtrat ist außerdem der hauptamtliche Bürgermeister Burkhard Sibbel (UfL).
Bei den letzten Kommunalwahlen zum Stadtrat kam es zu folgenden Ergebnissen:
| Partei                         | 12. September 2021 | 12. September 2021 |         | 11. September 2016 | 11. September 2016 | 11. September 2016 | 11. September 2011 | 11. September 2011 | 11. September 2011 | 10. September 2006 | 10. September 2006 | 10. September 2006 |
| Partei                         | Stimmenanteil      | Sitze              | Anteil  | Stimmen            | Sitze              | Anteil             | Stimmen            | Sitze              | Anteil             | Stimmen            | Sitze              |                    |
| CDU                            | 43,03 %0           | 13                 | 67,72 % | 12.506             | 20                 | 68,49 %            | 11.742             | 21                 | 62,72 %            | 12.390             | 19 43,03 %         |                    |
| SPD                            | 8,99 %             | 3                  | 18,08 % | 3.340              | 5                  | 12,26 %            | 2.102              | 4                  | 19,44 %            | 3.840              | 6                  |                    |
| GRÜNE                          | 5,14 %             | 2                  | 5,74 %  | 1.060              | 2                  | 8,38 %             | 1.438              | 2                  | 3,51 %             | 694                | 1                  |                    |
| FDP                            | 1,98 %             | 1                  | 4,92 %  | 909                | 1                  | 3,96 %             | 680                | 1                  | 7,01 %             | 1.385              | 2                  |                    |
| Die Linke                      | 0,56 %             | 0                  | 1,74 %  | 322                | 1                  | –                  | –                  | –                  | –                  | –                  | –                  |                    |
| Unabhängige für Löningen (UfL) | 37,12 %0           | 11                 | –       | –                  | –                  | –                  | –                  | –                  | –                  | –                  | –                  |                    |
| Sonstige                       | 0,27 %             | 0                  | –       | –                  | –                  | –                  | –                  | –                  | –                  | –                  | –                  |                    |
| Einzelbewerber zusammen        | 1,87 %             | 0                  | 1,78 %  | 329                | 1                  | –                  | –                  | –                  | –                  | –                  | –                  |                    |
| Wahlbeteiligung                | 61,9 %             | 61,9 %             | 57,84 % | 57,84 %            | 57,84 %            | 55,24 %            | 55,24 %            | 55,24 %            | 65,79 %            | 65,79 %            | 65,79 %            |                    |

### Bürgermeister
Bei der Bürgermeisterwahl am 12. September 2021 konnte sich Burkhard Sibbel (UfL) mit 50,75 % der Stimmen knapp gegen den bisherigen Amtsinhaber Marcus Willen mit 49,25 % durchsetzen. Die Wahlbeteiligung lag bei 61,9 %.
Liste der Bürgermeister von Löningen
- Vor 1945: Heinrich Holthaus[26]
- 1946: Priester Arlinghaus
- 1949: Georg Stratmann
- 1951–1952: Bernard Berges
- 1952–1960: Wilhelm Bischoff (CDU)
- 1960–1972: Adolf Richard (CDU)
- 1972–1986: Kurt Schmücker (CDU)
- 1986–1991: Heinrich Wesselmann (CDU)
- 1991–1997: Clemens Winkler (CDU)
- 1997–2001: Hermann Vorholt (CDU)
- 2001–2014: Thomas Städtler (SPD); kandidierte 2011 für das OB-Amt in Wilhelmshaven, scheiterte aber am CDU-Kandidaten Andreas Wagner
- 2014–2021: Marcus Willen (CDU)
- seit 2021: Burkhard Sibbel (UFL)

### Wappen
Blasonierung: „In Gold ein mit Gitter damaszierter roter Balken.“
Nach dem ihm bekannten einzigen Siegel des Dorfes Löningen aus dem 17. Jahrhundert stellte Otto Hupp als Wappen ein schwebendes, facettiertes goldenes Kreuz mit breiten Enden in Blau dar und brachte es herkunftsmäßig mit dem Kreuz von Meppen in Verbindung. 1937 verlieh aber der Reichsstatthalter von Oldenburg und Bremen der Großgemeinde ein Bildsiegel mit obigem Schild. 1969 genehmigte ihn der Präsident des Verwaltungsbezirks Oldenburg als Wappen mit Farben. Der Schild wurde schon 1485 von einem Löninger Burrichter als Bauernsiegel verwendet. Er bezieht sich wegen der damaligen Herrschaft der Bischöfe von Münster zweifellos auf den Balkenschild des Bistums. Auf dem Gelbrink in Löningen befand sich ein fürstbischöfliches Jagdschloss. Die Damaszierung in der alten Vorlage ist kein heraldisches Bild, sondern höchstens ein Farbenhinweis.

### Flagge
Hissflagge:„Die Farben der Flagge der Stadt Löningen sind gelb-rot.“

### Städtepartnerschaften
Am 17. Juni 1990 haben die Städte Wittenburg in Mecklenburg-Vorpommern und Löningen eine Städtepartnerschaft geschlossen.

## Kultur und Sehenswürdigkeiten
Löningen befindet sich im Erholungsgebiet Hasetal, benannt nach dem Fluss Hase, der südöstlich von Osnabrück in Melle-Wellingholzhausen entspringt und in Meppen in die Ems mündet. Zum Erholungsgebiet Hasetal gehören mehrere Städte und Gemeinden im Verlauf der Hase, darunter auch Quakenbrück, Essen (Oldenburg), Herzlake und Haselünne.
Das Wahrzeichen Löningens, die katholische Pfarrkirche St. Vitus, gilt als die größte pfeilerlose Saalkirche Deutschlands. Die Schutenmühle in Huckelrieden und die Alte Wassermühle Gut Duderstadt sind seit 2008 Stationen der Niedersächsischen Mühlenstraße. Am 3. Oktober 2010 wurde in der Löninger Innenstadt die Plastik Mann mit Schaf von Peter Rüwe feierlich enthüllt.

Vom 19. Juni bis zum 18. September 2013 wurde am Haseufer von Böen am Rand des Löninger Abschnitts der Hase-Ems-Tour die „Löninger Kunstmeile“ aufgebaut, die aus 29 künstlerisch bearbeiteten Fahrrädern besteht. Eine dauerhafte Station der Hasetaler Kunstroute bilden die Installationen „Fische“ und „Staustufen“ von Reinhart Dasenbrock im Haseknie.
Im August 2009 wurde bei der Brockhöhe der „Haseauen-Erlebnispfad“ eröffnet.
Seit 2012 besteht das Kino-Museum Löningen.

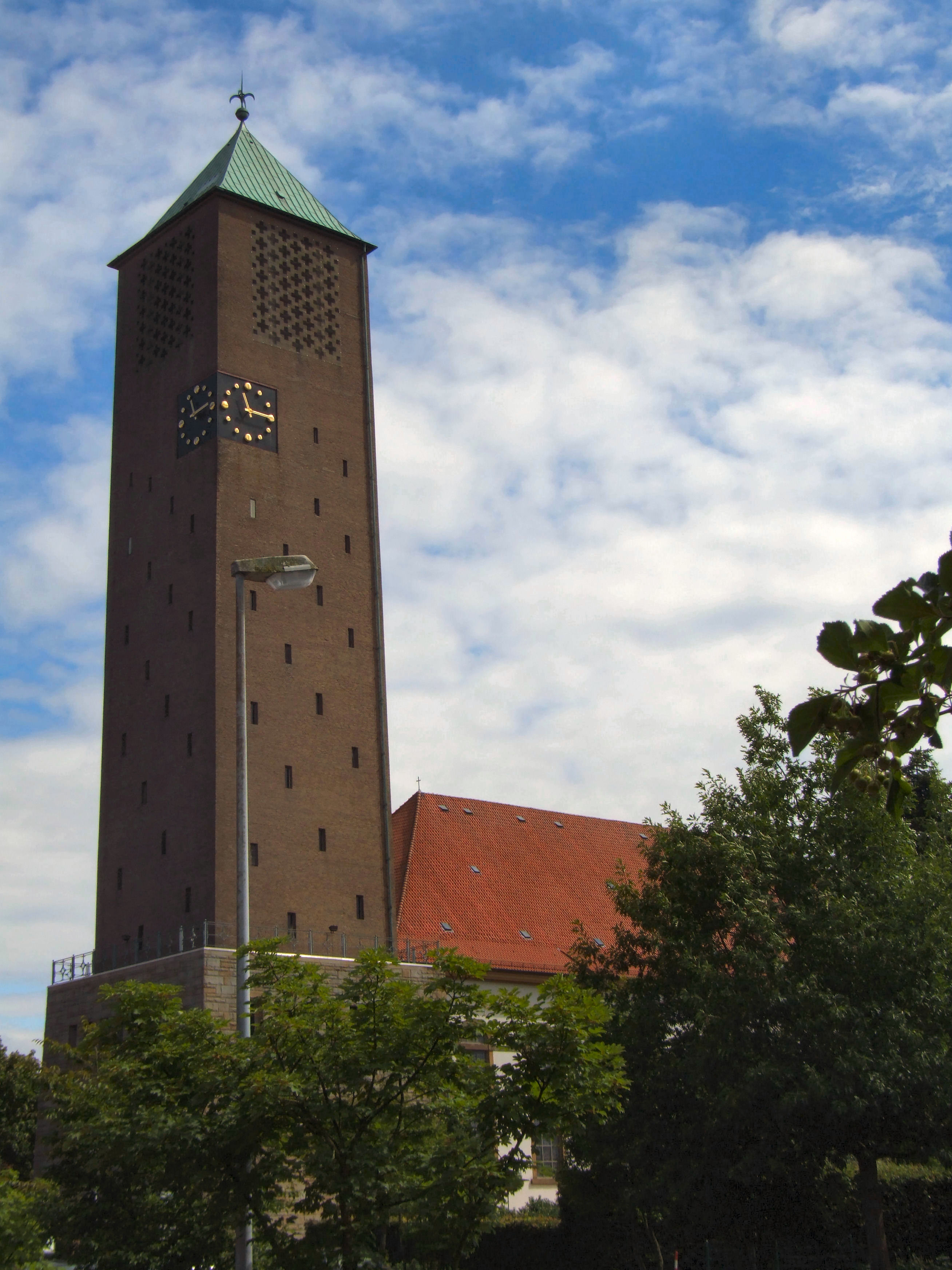
Katholische Pfarrkirche St. Vitus
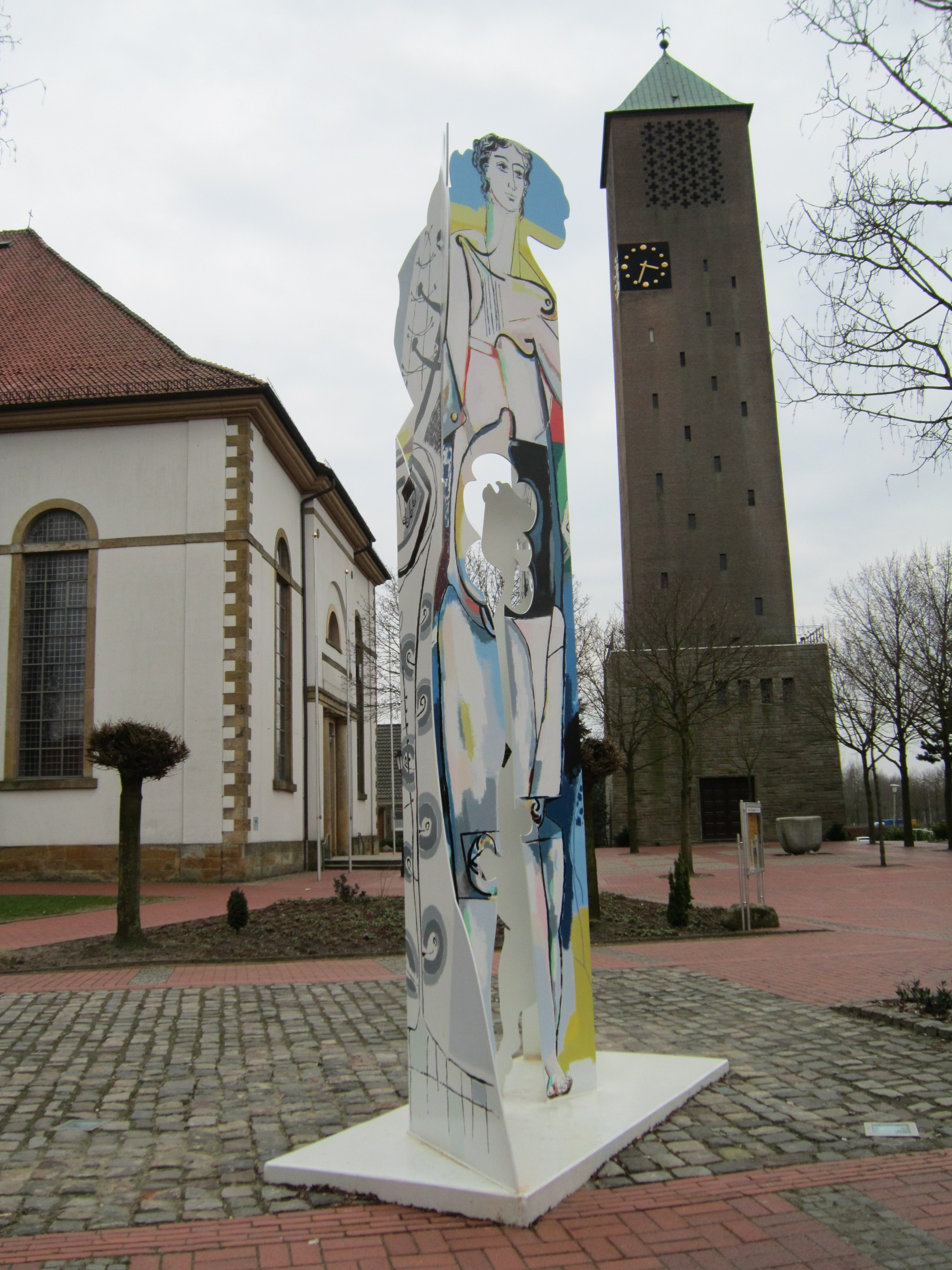
Plastik „Mann mit Schaf“ bei der Pfarrkirche St. Vitus
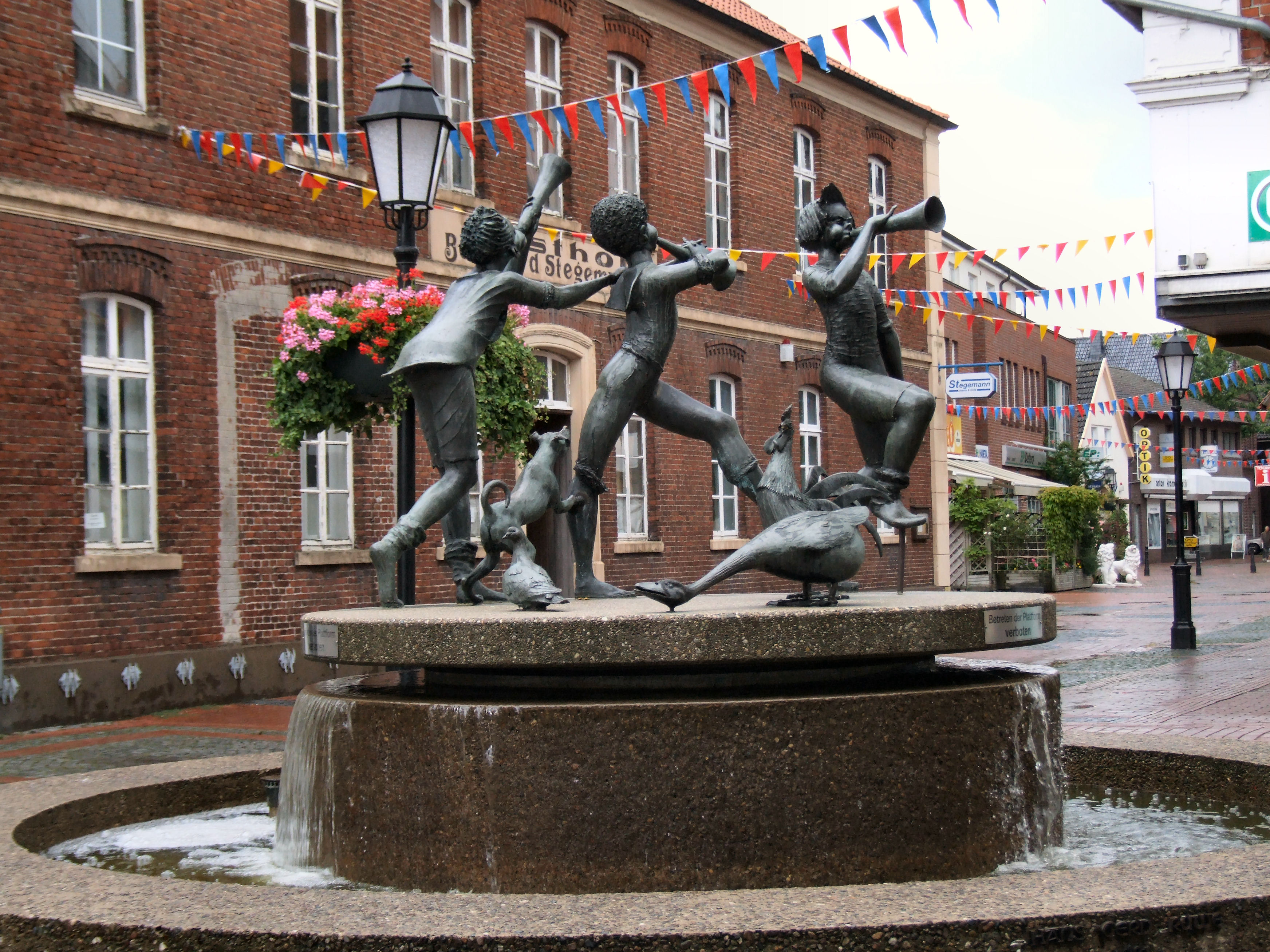
Innenstadt mit Adventsbrunnen
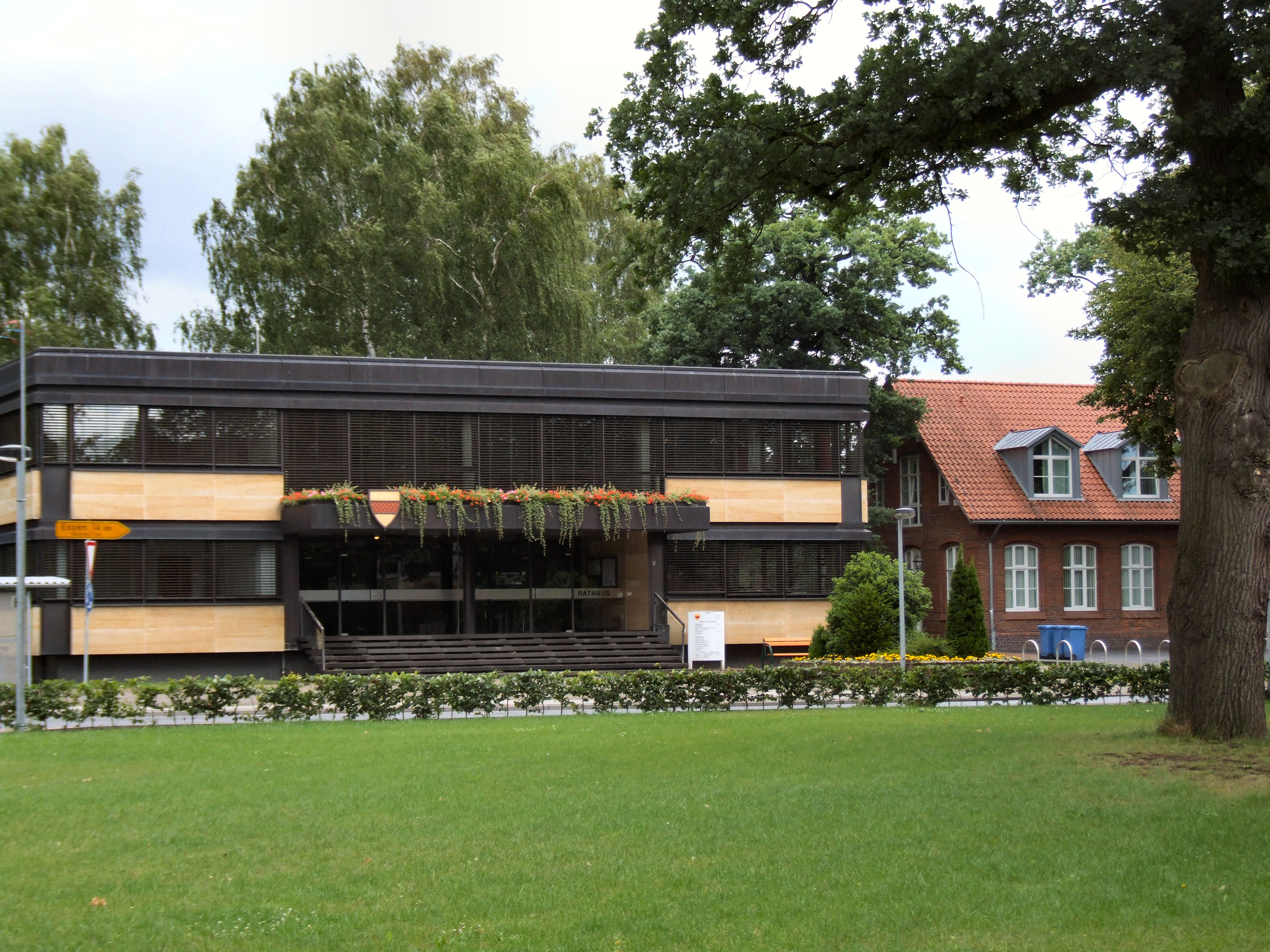
Rathaus von Löningen
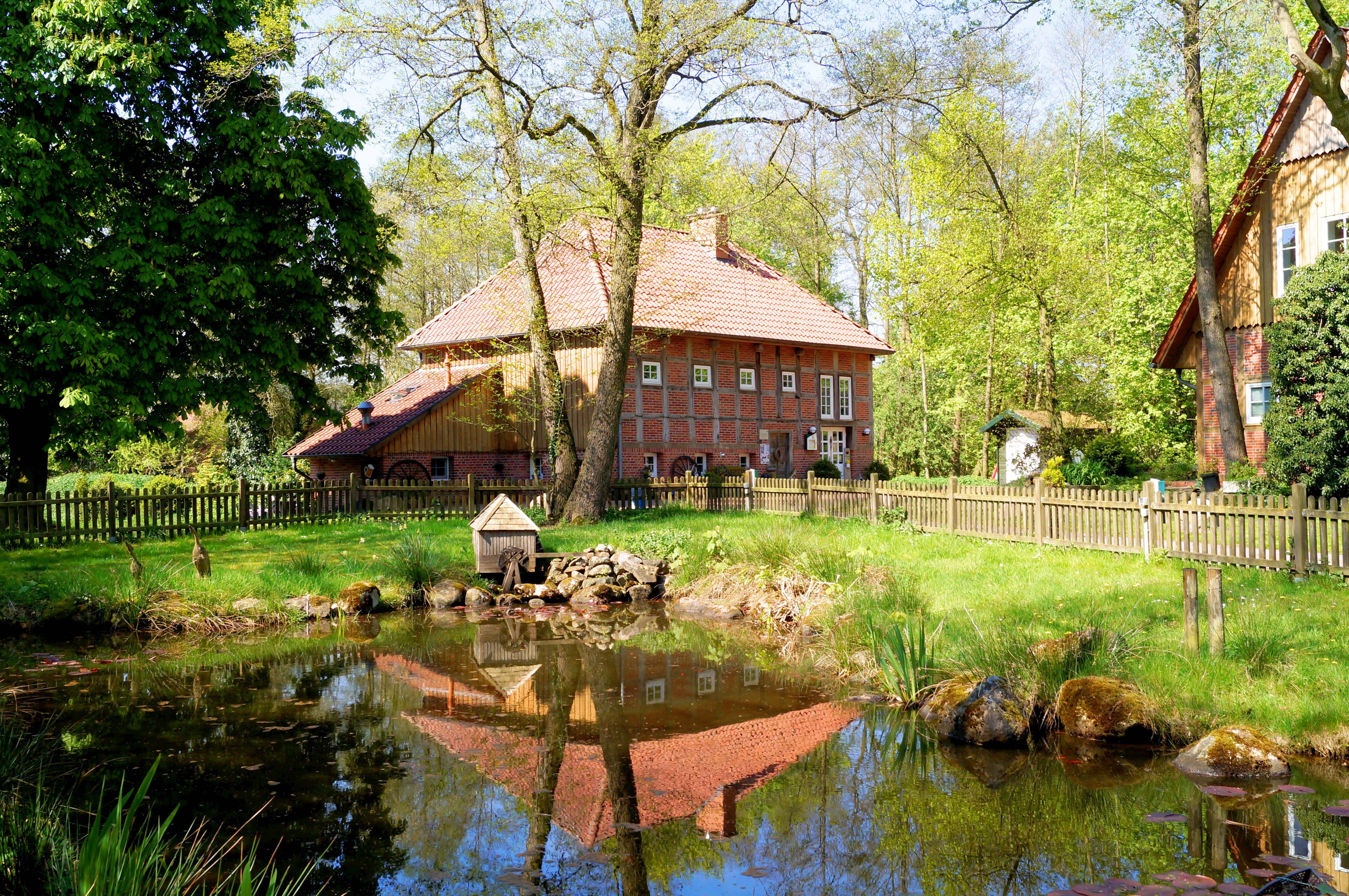
Alte Wassermühle des Gutes Duderstadt
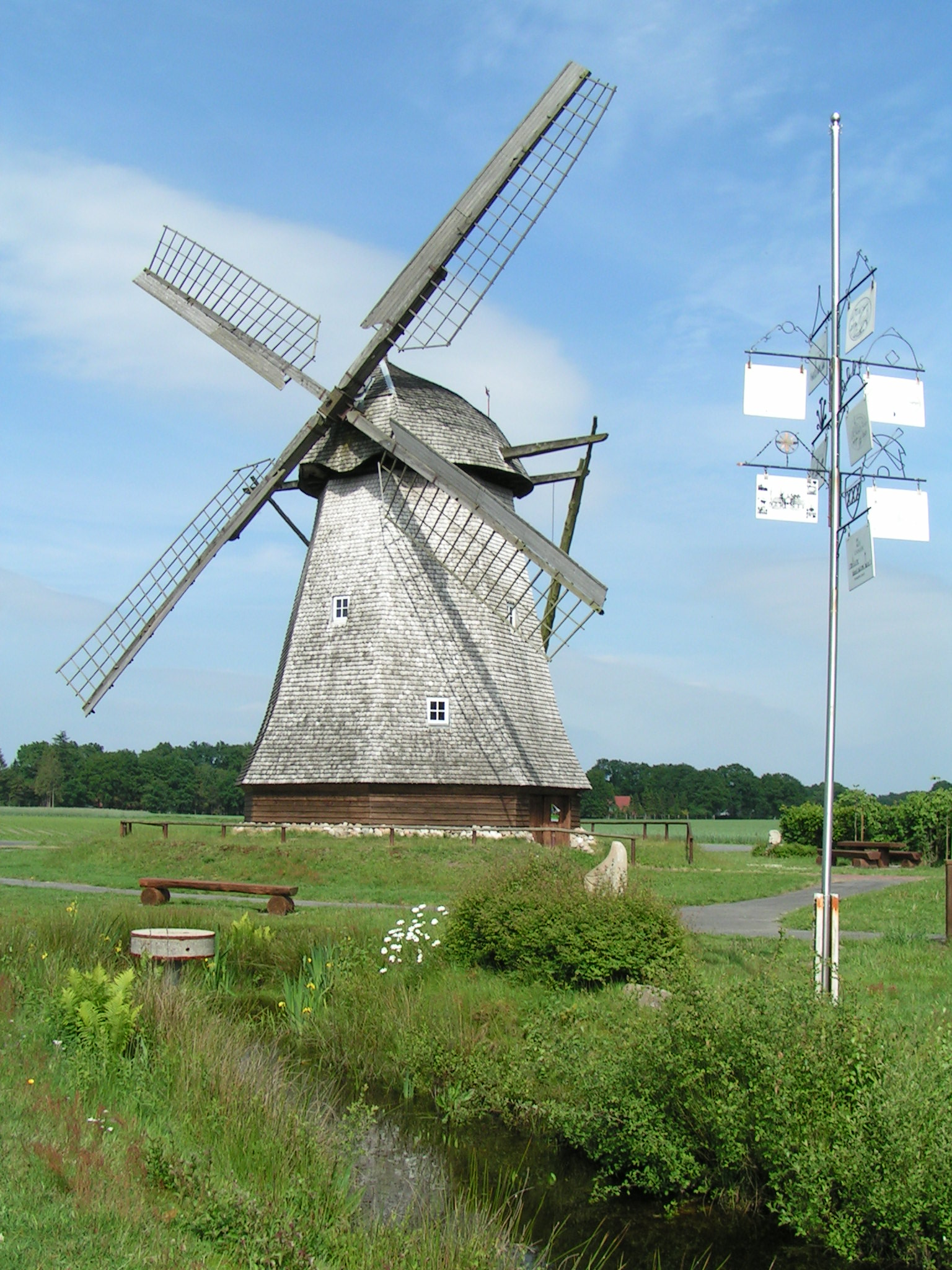
Schutenmühle (Erdholländer-Windmühle) in Huckelrieden
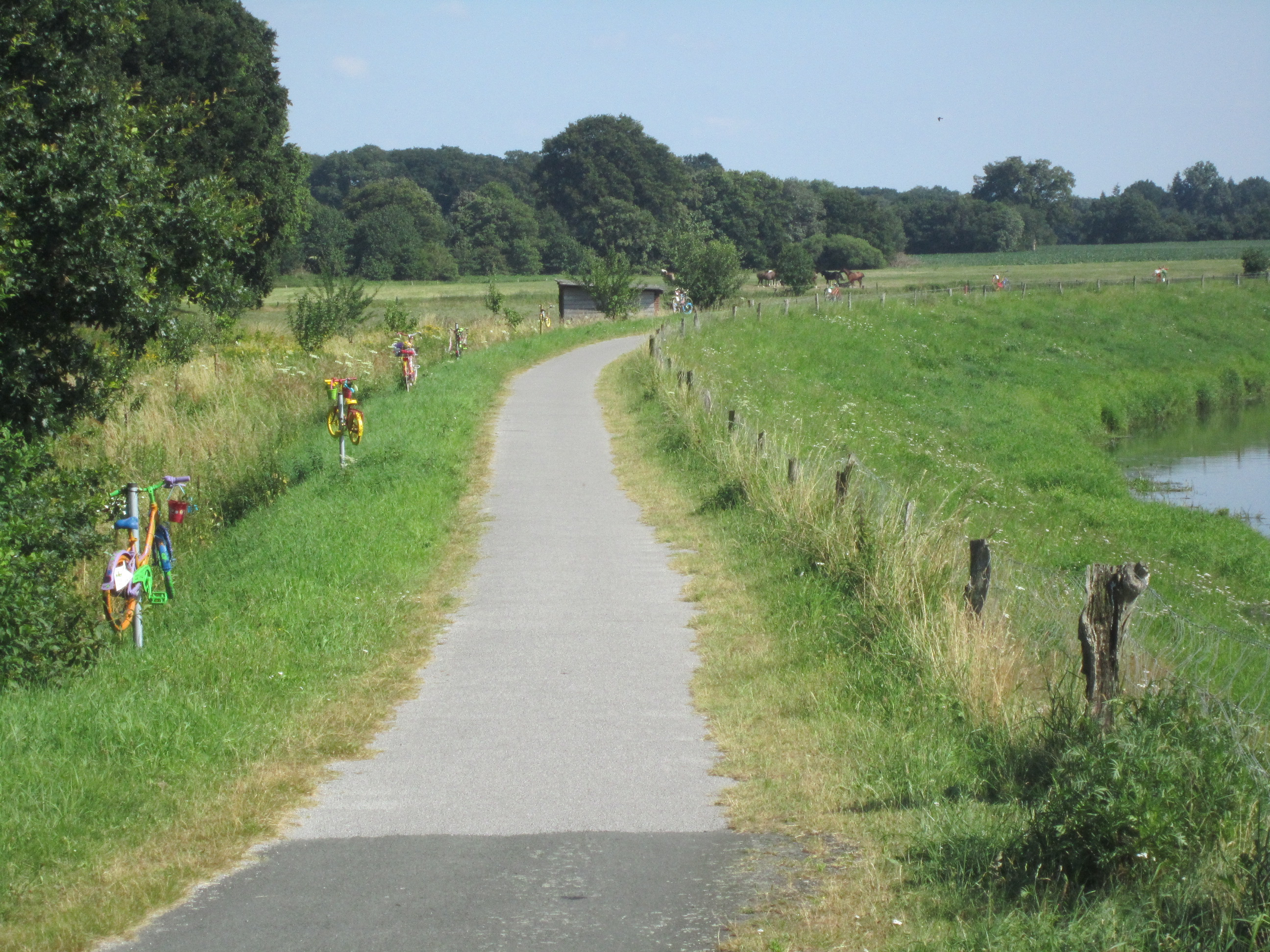
„Löninger Kunstmeile“ am Rand des Löninger Abschnitts der Hase-Ems-Tour
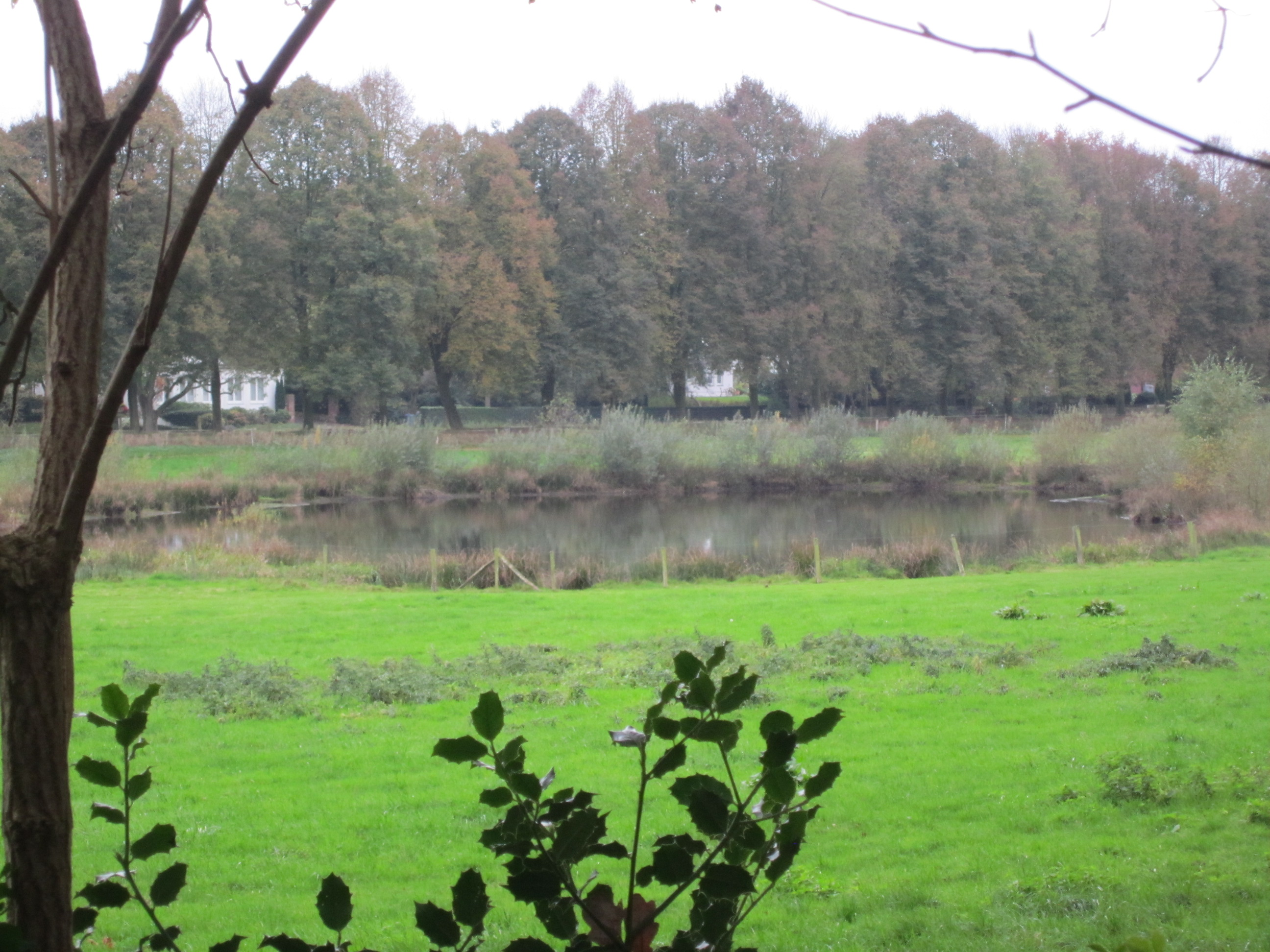
Blick vom Haseauen-Erlebnispfad Brockhöhe über die renaturierte Haseaue

## Wirtschaft und Infrastruktur

### Wirtschaft
In Löningen haben sich besonders Firmen im Bereich Werkzeug- und Maschinenbau, der Lebensmittel- und Getränkeherstellung, Chemie und Bautenschutz sowie das Baugewerbe angesiedelt. Größter Arbeitgeber mit über 1.000 Mitarbeitern ist die Remmers Gruppe AG, welche 1949 durch Bernhard Remmers in Löningen gegründet wurde. Das mittelständische Familienunternehmen ist nach eigenen Angaben führend in der Bauchemie und Holzlackindustrie. Im Jahr 2007 konnte das Unternehmen einen Umsatz von 185 Millionen Euro verbuchen. Die Friedrich Graepel AG hat ihren Hauptsitz in Löningen. Das Zuliefererunternehmen aus der Metallbranche beschäftigt über 650 Mitarbeiter an vier Standorten und erwirtschaftet einen Jahresumsatz von 72 Millionen Euro. Die Produkte wie Lüftungsgitter, Wärmeschutzbleche, Trittstufen usw. werden in den Branchen der Nutz- und Schienenfahrzeugindustrie sowie der Land- und Baumaschinenindustrie international abgesetzt.

### Verkehr

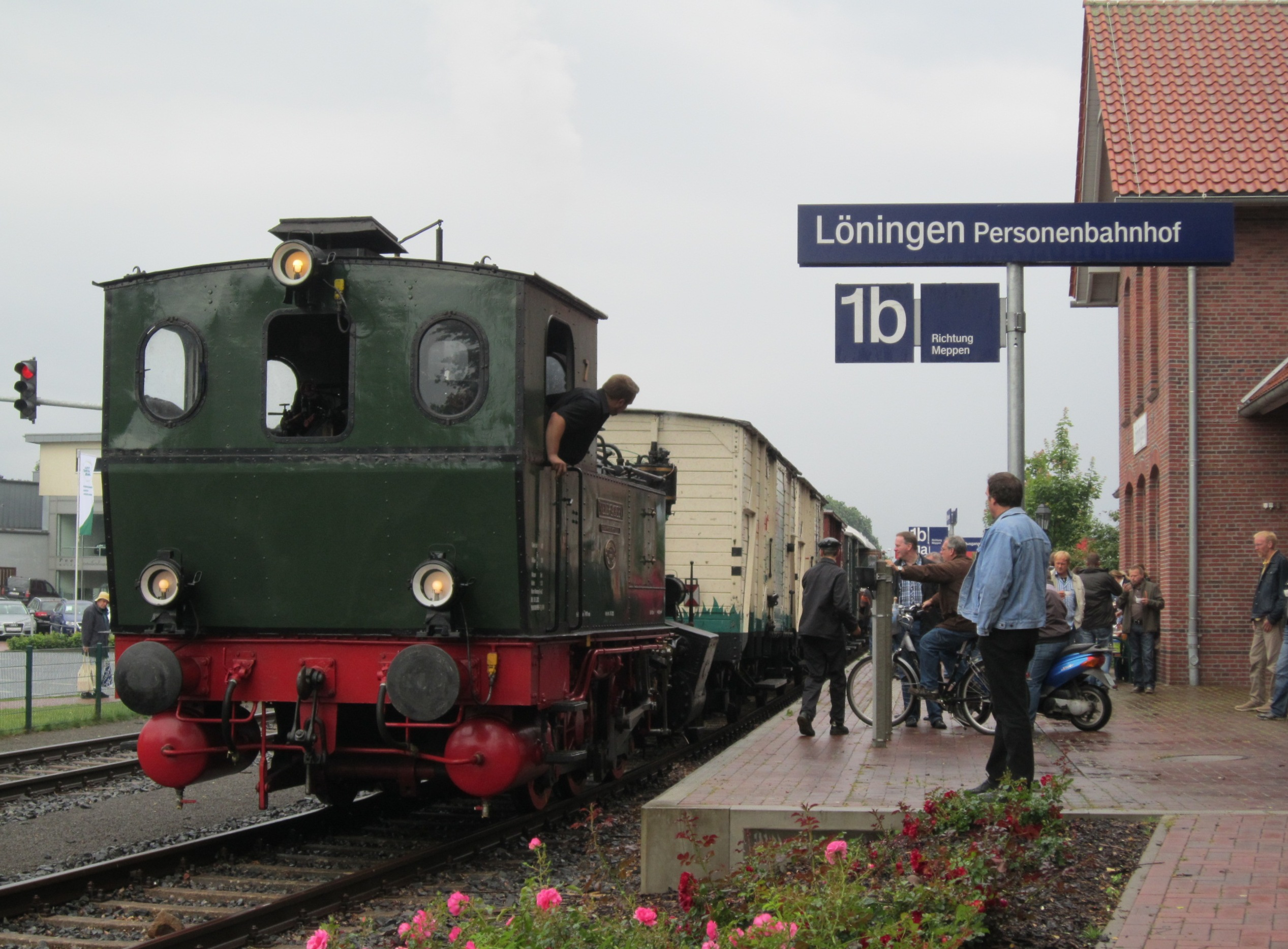
Bahnhof Löningen der Emsländischen Eisenbahn

Löningen liegt an der Bundesstraße B 213 (Teil der Europastraße E 233) (Nordhorn–Delmenhorst).
Anschluss ans Eisenbahnnetz besteht durch die Bahnstrecke Meppen–Essen (Oldbg) der Emsländischen Eisenbahn (bis 1979 Bundesbahn), auf der nur Güter- und Museumsverkehr stattfindet. Trotz der geringen Bedeutung im täglichen Personenverkehr ist der Bahnsteig mit Rillenplattenstreifen versehen. Nach einem Unfall am 31. Juli 2014 nahe Haselünne, bei dem ein Güterzug die Gleisanlagen schwer beschädigte, war die Strecke für den Museumsbahnbetrieb gesperrt, der Betrieb wurde jedoch wieder aufgenommen.
Löningen liegt am Fernradweg Hase-Ems-Tour, der auf dem Stadtgebiet weitgehend unmittelbar entlang der Hase verläuft.

### Unternehmen
- Remmers Gruppe AG (Hersteller bauchemischer Produkte)
- Friedrich Graepel AG
- Schne-frost Ernst Schnetkamp GmbH & Co. KG (Kartoffelverarbeitungswerk)
- WEG (Weser-Ems-Erfrischungsgetränke) Zweigwerk der MEG

### Bildung
In Löningen finden sich vier Grundschulen (Löningen, Bunnen, Evenkamp und Wachtum), die Gutenbergschule (Hauptschule), die St.-Ludgeri-Realschule sowie das Copernicus-Gymnasium; die drei zuletzt genannten Schulen sind im Schulzentrum in der Nähe der großen Turnhalle an der Ringstraße. Auch die Maximilian-Kolbe-Förderschule und eine Berufsschule (Außenstelle der Berufsbildenden Schulen am Museumsdorf Cloppenburg) sind in Löningen angesiedelt. Die Erwachsenenbildung deckt das katholische Bildungswerk Löningen ab.
Das Copernicus-Gymnasium unterhält seit 1973 ein Schüleraustauschprogramm mit der Norfolk Academy in Norfolk (Virginia), USA. Dieses ist das am längsten bestehende aktive Austauschprogramm zwischen Deutschland und den USA.

### Gesundheit
Das in katholischer Trägerschaft bestehende Krankenhaus wurde 1864 gegründet. 2013 wurde die Löninger St. Anna Klinik mit dem Krankenhaus in Quakenbrück fusioniert und wird nunmehr in christlicher Trägerschaft betrieben.

## Söhne und Töchter der Stadt
- Caspar Heinrich Matthias von Korff gen. Schmising zu Tatenhausen (1687–1765), Landdrost auf Gut Duderstadt, beerdigt in Löninger Kirche
- Hermann Münzebrock (19. Jhd.), Politiker des Zentrums, Abgeordneter des Oldenburgischen Landtages
- Bernhard König (1847–1926), Politiker des Zentrums
- Marcell Driver (1852–1912), Jurist und Politiker des Zentrums
- Eduard Burlage (1857–1921), Politiker des Zentrums
- Georg Stratmann (1878–1949), Politiker (CDU)
- Wilhelm Wöste (1911–1993), Weihbischof in Münster
- Kurt Schmücker (1919–1996), Politiker (CDU), MdB, Bundeswirtschaftsminister, Bundesschatzminister, Bürgermeister von Löningen von 1972 bis 1986
- Ernst Schürer (1933–2021), deutsch/US-amerikanischer Germanist[35]
- Hubert Wurmbach (1938–2015), Philologe, Hochschullehrer in Köln
- Agnes Blänsdorf (1940–2016), Historikerin
- Paul Friedhoff (1943–2015), deutscher Unternehmer und Politiker (FDP), MdB
- Bernd Kessens (* 1948), Schriftsteller
- Franz-Josef Lübken (* 1954), Physiker
- Karl-Heinz Ruch (* 1954), Medienmanager
- Ingmar Skrinjar (* 1968), Schauspieler
- Jens Münchow (* 1971), Schauspieler
- Silvia Breher (* 1973), Politikerin (CDU)
- Oliver Bokern (* 1973), Schauspieler
- Hartmut Moorkamp (* 1975), Politiker (CDU)
- Torge Hollmann (* 1982), Fußballspieler
- Marco di Carli (* 1985), Schwimmer
- Lea Meyer (* 1997), Leichtathletin
- Johann Grünloh (* 2005), Basketballspieler